# Audre albofasciata
Audre albofasciata är en fjärilsart som beskrevs av Frederick DuCane Godman 1903. Audre albofasciata ingår i släktet Audre och familjen Riodinidae. Inga underarter finns listade i Catalogue of Life.